# タバントルゴイ
タバントルゴイ（タワントルゴイ、モンゴル語: Таван толгой,Tavantolgoi, Tavantolgoy, 五丘）は、モンゴル国南部のウムヌゴビ県にある、世界最大規模の開発中の炭鉱である。推計64億トンの内、1/4が上質な原料炭である。
タバントルゴイはゴビ砂漠の南部にある。これは同県の Tsogttsetsii sumから15km南西、同県中心のダルンザドガドから98km東にあたる。オユトルゴイ鉱山からは150kmあり、中国との国境の北約240kmに位置する。
オユトルゴイ鉱山
Tsankhi、Ukhaa Khudag、Bor tolgoi、Borteeg、南西、東の6つの炭田に分かれる。Tsankhi地区が最大であり、更に東西に分割される。これらは近年最も注目されている場所である。
タバントルゴイはモンゴル鉱業法人が掘削したUkhaa Khudag地区

を除き、政府所有企業のエルデネスMGLが所有している。エルデネスMGLの子会社のErdenes Tavan Tolgoi LLC(Erdenes TT)は東Tsankhi地区の開発を担当しており、2012年末には香港、ロンドン、ウランバートルの株式市場への上場が決まっている。西Tsankhiの掘削は、国際鉱業企業の連合体との契約が計画されており、2012年末には決定される。2014年10月にはモンゴル政府が提出したタバントルゴイのUkhaa Khudagとオユトルゴイ鉱山と中国国境のGashuun Sukhaitを結ぶ全長240kmの標準軌鉄道建設案をモンゴル議会が可決した。